# Teratom
Teratom je tumor građen od raznovrsnih tkiva poreklom iz germinativne ćelije sa mogućnošću diferenciranja u tkiva iz sva tri razvojna embrionalna klicina lista (tridermom), pri čemu su tkiva i strukture više ili manje zreli. Najčešće je lokalizovan u polnim žlezdama (jajnici, testis), centralnom nervnom sistemu i telesnim šupljinama (npr sredogruđu ili medijastinumu gde je lokalizovano 10-15% ekstagonadalnih tumora germinativnih ćelija).
Tumori koji vode poreklo iz germinativnih ćelija mogu biti; benigni ili maligni. Benigni tumori germinativnih ćelija nazivaju se benignih teratomi ili dermoidi ako su prvenstveno čvrste konzistencije. Ako su tumori većim delom cističnog izgleda, oni se nazivaju epidermoidni tumori ili dermoidne ciste. Ove ciste, čije ćelije mogu biti građene od različitih struktura (npr kože sa različitom količinom dlaka, zuba, hrskavici i koštano tkiva), ne treba pojmovno mešati sa drugim cistama jer se kod ovih cisti zapravo radi o neoplazmi. U tom smislu dermoidnim cistama – teratomima posvećuje se posebna pažnju u pogledu dijagnostike i plana operacije, jer one iziskuju intraoperativno uklanjanje promene u celosti zbog moguće maligne transformacije, ali i pojave postoperativnog recidiva.
Maligni tumori germinativnih ćelija dele se na seminome i neseminome. Neseminomi koji se nazivaju i maligni teratomi dela se prema vrsti ćelija od kojih su građeni, na gestacijske horiokarcinome, embrionalne karcinome, mešovite tumore, teratokarcinome i karcinome žumanačne kesice.

## Etiopatogeneza
Tertomi nastaju iz izmenjene jajne ćelije ili nakon spajanja jajne ćelije sa sekundarnim polarnim telom ili nakon supresije sekundarne mejotičke deobe ćelija.. Najčešće su lokalizovani na jajnicima i testisima, ali i se mogu javiti i u drugim regijama tela kao što su vrat, medijastinum (sredogruđe) ili u grudnoj duplji, sakrokokcigealna (sedalnotrtična) regija i abdominalna (trbušna) duplja.

### Podela teratoma prema gradi
U zavisnosti od koliko klicinih listića au izgrađeni tertomi mogu biti:
- Monodermalni - ako su izgrađeni od jednog germinativnog klicinog listića
- Bidermalni - ako su izgrađeni od dva klicina listića (ektoderma i mezoderma),
- Tridermom teratom- koji su izgrađeni od sva tri klicina listića (ektoderm, endoderm i mezoderm).

### Podela teratoma prema obliku
Teratomi se mogu javiti u obliku; solidnog i cističnog tumora
Solidni teratom
Solidni oblik ovog tumara je dosta retka pojava.
Cistični teratom
Cistična forma teratoma ili dermoidna cista, je najzastupljeniji oblik teratoma. Unutrašnjost monodermalnih cista poreklom je od ektoderma i obložena je određenim tkivima:
- U 90% slučajeva prisutna je koža sa folikulima dlake, lojnim i znojnim žlezdama
- U 50% slučajeva prisutno je nervno tkivo, glatko mišićno tkivo, hrskavica, kost, zubi, limfno tkivo ili respiratorni i intestinalni epitel.[5]

Zbog ovakvog sastava ovi tumori poprimaju bizaran izgled, po kome su nazivani „odvratni tumori“ jer ponekad imaju zube, kožu i dlake, a mogu poprimiti i oblik fetusa. A kako su najčešće obložene kožom ovakve ciste nazivaju se i dermoidnim cistama. 
 
Biološko ponašanje teratoma često je nepredvidivo. U najvećem broju slučajeva teratomi su benigni, ali je moguća i maligna transformacija u 6,8% do 25,8% slučajeva. Ovaj procenat se povećava sa životnim dobom. 
Zbog predominacije ektodermalnih elemenata u dermoidnoj cisti, najčešći je planocelularni karcinom, mada se mogu naći i različite vrste adenokarcinoma i sarkoma. Svi zreli cistični teratomi potencijalno su maligni i trebalo bi ih hirurški ukloniti.
Germinativne ćelije se mogu diferencirati u bilo koja tkiva koja se nalaze u telu, pa su zato s teratomima povezani sa raznim tumorskim markerima. Alfa feto protein (AFP) najčešći je marker i služi za praćenje i prognozu nakon hirurškog zahvata. Istraživanja su pokazala da teratom ima dobru prognozu ako se nivo alfa feto proteina normalizuje za 8–12 nedelja posle hirurškog tretmana.

### Podela teratoma prema broju nediferentovnih ćelija
Tetatomi se dele u tri grupe u zavisnosti od procenta nediferentovanih ćelija u njima i to na; zrele (lat. teratoma maturus), nezrele (lat. teratoma immaturus) i monodermalne specijalizovane teratome.

#### Zreli teratomi
Kod ove grupe teratoma procenta nediferentovanih ćelija je do 10%. Većina zrelih teratoma je cistična i nose klinički nazive dermoidna cista. Najčešći se radi o benignim cističnim teratomima lokalizovanim na jednom jajniku (u 32,6% slučajeva), ili su obostrani (u 8,2% slučajeva).
Lokalizacija ovih tumora može biti u: 
- presakralno-retro-rektalnom predelu,[6]
- retro-peritonealnom predelu,[7]
- medijastinumu (sredogruđu),[12]
- na drugim mestima u telu.

Najčešće se dijagnostikuju u uzrastu između 15 i 25 godina. Kod dece i mlađih bolesnika teratomi su obično maligne prirode. 

#### Nezreli teratomi
Kod ove grupe teratoma procenta nediferentovanih ćelija je veći od 10%. Mada je kod odraslih procenat zrelih teratoma jako veliki, u 12,5% do 25,8% teratomi odraslih su nezreli, maligne su prirode i agresivnijeg su kliničkog tok (nego ostali teratomi) zbog većeg procenta nediferentovanih ćelija.

#### Monodermalni teratomi
Monodermalni teratomi su sačinjeni isključivo od tkiva iz jednog klicinog lista. U monodermalne teratome se svrstavaju: struma jajnika, neuroektodermalni tumori, sebacealni tumori, tumori respiratornog epitela, karcionoidi i mešane tumore.

##### Struma jajnika
Ovi teratomi predstavljaju izuzetno retku neoplazmu jajnika, benignog toka, koja je građena iz tkiva štitne žlezde uz komponente malignog tumora tipa karcinoida. Obično se javlja unilateralno, u perimenopauznom ili postmenopauznom periodu. Najčešće se bolesnice javljaju zbog osećaja težine u donjem delu trbuha izazvane izraženom veličinom ovih tumora a izuzetno retko se žale na hipertirozne tegobe ili karcinoidni sindrom. U diferencijalnoj dijagnostici uvek se mora primarno isključiti metastatski karcinoid iz gastrointestinalnog trakta koji ima sličnu simptomatologiju.

##### Karcinoidi
Karcinoidi su tumori poreklom iz neuroendokrinih ćelija, i dele se na: insularni karcinoid, trabekularni karcinoid i mucinozni karcinoid.

## Dijagnoza
Dijagnoza teratoma nije laka i jednostavna jer je se oni često dijagnostikuju kao ciste, a ne tumori. 
Tumorski markeri
Teratomi su često povezani sa razni tumorski markerima jer se germinativne ćelije se mogu diferencirati u bilo koja tkiva koja se nalaze u telu. Najčešće tumorski markeri koji se koriste u dijagnostici teratoma su; alfa feto protein (AFP) i beta humani horionski gonadotropina (bhCG}.
Kao najčešći marker kod teratoma koristi se alfa feto protein (AFP), koji kod čistih seminoma nema dijagnostički značaj. On služi ne samo za dijagnozu već i za praćenje i prognozu teratoma nakon hirurškog zahvata. Istraživanja su pokazala da teratom ima dobru prognozu ako se nivo alfa feto proteina normalizuje za 8–12 nedelja nakon hirurškog zahvata. Diferencijalno dijagnostički treba imati u vidu da povišen nivo AFP nije pronađen kod čistih seminoma.
Takođe teratomi, ali i sminomi pokazuju povišen nivo beta humanog horionskog gonadotropina (engl. beta human chorionic gonadotropin, bhCG). Sve vrednosti beta humanog gonadotropina u serumu, koje su veće od od 500 mg/ml mogu se smatrati sigurnim dijagnostičkim znakom za prisustvo neseminomatoznog tumora (teratoma) germinativnih ćelija. Kako manje od 10% bolesnika sa seminomom ima povišen nivo bhCG, on je obično znatno niži u odnosu na onaj kod teratoma, što diferencijalno dijagnostički treba imati u vidu.
Imidžing testovi
- Na osnovu ultrasonografije dobija se mnogo podataka o promeni u tumorskom tkivu pogotovo ukoliko se u njima nalaze koštane strukture,
- CT dijagnostika neophodna radi procene proširenosti (infiltracije okolnih vitalnih struktura) i operabilnosti promena[10][20]

## Terapija
Lečenje teratoma je hirurško zbog mogućeg visokog procenta maligne alteracije. Promene je neophodno u celosti ukloniti zbog mogućih recidiva. Kao dodatak hirurškom lečenju primenjuje se hemio- terapija i zračna terapija.
Postoperativno je neophodno ponoviti dijagnostiku da bi se isključila mogućnost zaostajanja delova tumora koji će dovesti do eventualnih recidiva.

## Literatura
- Caposole, M. Z.; Aruca-Bustillo, V.; Mitchell, M; Nam, B. (март 2015). „Benign metachronous bilateral ovarian and mediastinal teratomas with an elevated alpha-fetoprotein”. Ann Thorac Surg. 99 (3): 1073—5. PMID 25742836. doi:10.1016/j.athoracsur.2014.05.054.
- Greif, J.; Staroselsky, A. N.; Gernjac, M.; Schwarz, Y.; Marmur, S.; Perlsman, M.; Yellin, A. (септембар 1999). „Percutaneous core needle biopsy in the diagnosis of mediastinal tumors”. Lung Cancer. 25 (3): 169—73. PMID 10512127. doi:10.1016/S0169-5002(99)00053-7.
- Rieger, R.; Schrenk, P.; Woisetschläger, R.; Wayand, W. (јул 1996). „Videothoracoscopy for the management of mediastinal mass lesions”. Surg Endosc. 10 (7): 715—7. PMID 8662434. doi:10.1007/BF00193041..
- Testis. Edge S, Byrd DR, Compton CC;  . (2011). AJCC Cancer Staging Manual (7th изд.). New York: Springer.. 469-478.
- Yokoyama, Y.; Chen, F.; Date, H. (април 2014). „Surgical resection of a giant mediastinal teratoma occupying the entire left hemithorax”. Gen Thorac Cardiovasc Surg. 62 (4): 255—7. PMID 23546768. doi:10.1007/s11748-013-0239-z..
- Allen, M. S.; Trastek, V. F.; Pairolero, P. C. (2000). „Benign germ cell tumors of the mediastinum”.  Ур.: Shields TW. General Thoracic Surgery. 2. Philadelphia, Pa: Lippincott Williams & Wilkins. стр. 2275—88..
- Bosl, G. J.; Motzer, R. J. (јул 1997). „Testicular germ-cell cancer”. N Engl J Med. 337 (4): 242—53. PMID 9227931. doi:10.1056/NEJM199707243370406.
- Cheng, Y. J.; Huang, M. F.; Tsai, K. B. (2000). „Video-assisted thoracoscopic management of an anterior mediastinal teratoma: report of a case”. Surg Today. 30 (11): 1019—21. PMID 11110399. doi:10.1007/s005950070025..
- Geibel, A.; Kasper, W.; Keck, A.;  . (1996). „Diagnosis, localization and evaluation of malignancy of heart and mediastinal tumors by conventional and transesophageal echocardiography”. Acta Cardiol. 51 (5): 395—408. PMID 8922046.
- Giron, J.; Fajadet, P.; Sans, N.; Jarlaud, T.; Verhnet, H.; Galy-Fourcade, D.; Baunin, C.; Durand, G.; Sénac, J. P.; Railhac, J. J. (март 1998). „Diagnostic approach to mediastinal masses”. Eur J Radiol. 27 (1): 21—42. PMID 9587766. doi:10.1016/S0720-048X(97)00152-6..
- Hainsworth, J. D.; Greco, F. A. (2000). „Nonseminomatous malignant germ cell tumors of the mediastinum”.  Ур.: Shields TW. General Thoracic Surgery. 2. Philadelphia, Pa: Lippincott Williams & Wilkins. стр. 2289—96..
- Kaga K, Nishiumi N, Iwasaki M, Inoue H (фебруар 1999). „Thoracoscopic diagnosis and treatment of mediastinal masses”. Usefulness of the Two Windows Method. 40 (1): 157—60.. J Cardiovasc Surg (Torino).
- Laurent, F.; Latrabe, V.; Lecesne, R. (1998). „Mediastinal masses: diagnostic approach”. Eur Radiol. 8 (7): 1148—59. PMID 9724429. doi:10.1007/s003300050525.
- Moore EH. Radiologic evaluation of mediastinal masses. Chest Surg Clin North Am. 1992. 2:1.
- Serna, D. L.; Aryan, H. E.; Chang, K. J. (октобар 1998). „An early comparison between endoscopic ultrasound-guided fine-needle aspiration and mediastinoscopy for diagnosis of mediastinal malignancy”. Am Surg. 64 (10): 1014—8. PMID 9764715.
- Shields TW (2000). „Overview of primary mediastinal tumors and cysts”.  Ур.: Shields TW. General Thoracic Surgery. 2. Philadelphia, Pa: Lippincott, Williams, & Wilkins. стр. 2105—9..
- Strollo, D. C.; Rosado de Christenson ML, Jett JR (август 1997). „Primary mediastinal tumors. Part 1: tumors of the anterior mediastinum”. Chest. 112 (2): 511—22. PMID 9266892. doi:10.1378/chest.112.2.511.
- Takeda, S.; Miyoshi, S.; Ohta, M.;  . (јануар 2003). „Primary germ cell tumors in the mediastinum: a 50-year experience at a single Japanese institution”. Cancer. 97 (2): 367—76. PMID 12518361. doi:10.1002/cncr.11068.
- Whooley, B. P.; Urschel, J. D.; Antkowiak, J. G.; Takita, H. (фебруар 1999). „Primary tumors of the mediastinum”. J Surg Oncol. 70 (2): 95—9. PMID 10084651. doi:10.1002/(SICI)1096-9098(199902)70:2<95::AID-JSO6>3.0.CO;2-8..

## Spoljašnje veze
- Tumor teratom ima i zube!

|  | Molimo Vas, obratite pažnju na važno upozorenje u vezi sa temama iz oblasti medicine (zdravlja). |